# Bords
Bords ist eine französische Gemeinde mit 1.313 Einwohnern (Stand: 1. Januar 2022) im Département Charente-Maritime in der Region Nouvelle-Aquitaine (vor 2016: Poitou-Charentes); sie gehört zum Arrondissement Saint-Jean-d’Angély und zum Kanton Saint-Jean-d’Angély. Die Einwohner werden Borniquais und Borniquaises genannt.

## Geographie
Bords liegt etwa 40 Kilometer südöstlich von La Rochelle. Die Charente begrenzt die Gemeinde im Süden und Westen. Umgeben wird Bords von den Nachbargemeinden Champdolent im Norden, Saint-Savinien im Osten, Geay im Süden und Südosten, Romegoux im Süden, La Vallée im Westen und Südwesten sowie Cabariot im Nordwesten.

## Bevölkerungsentwicklung
| Jahr                       | 1962 | 1968 | 1975 | 1982 | 1990 | 1999 | 2006 | 2018 |
| Einwohner                  | 1047 | 1007 | 976  | 1111 | 1109 | 1122 | 1231 | 1335 |
| Quellen: Cassini und INSEE |      |      |      |      |      |      |      |      |

## Sehenswürdigkeiten
- Kirche Saint-Vivien, erbaut im 12. Jahrhundert, im 15. Jahrhundert umgestaltet, seit 1984 als Monument historique klassifiziert
- Logis mit Park im Lieu-dit L’Hôpiteau, im 19. Jahrhundert im klassizistischen Stil errichtet, seit 2005 als Monument historique eingeschrieben
- Windmühle in Groiquetier aus dem Jahre 1837

Siehe auch: Liste der Monuments historiques in Bords

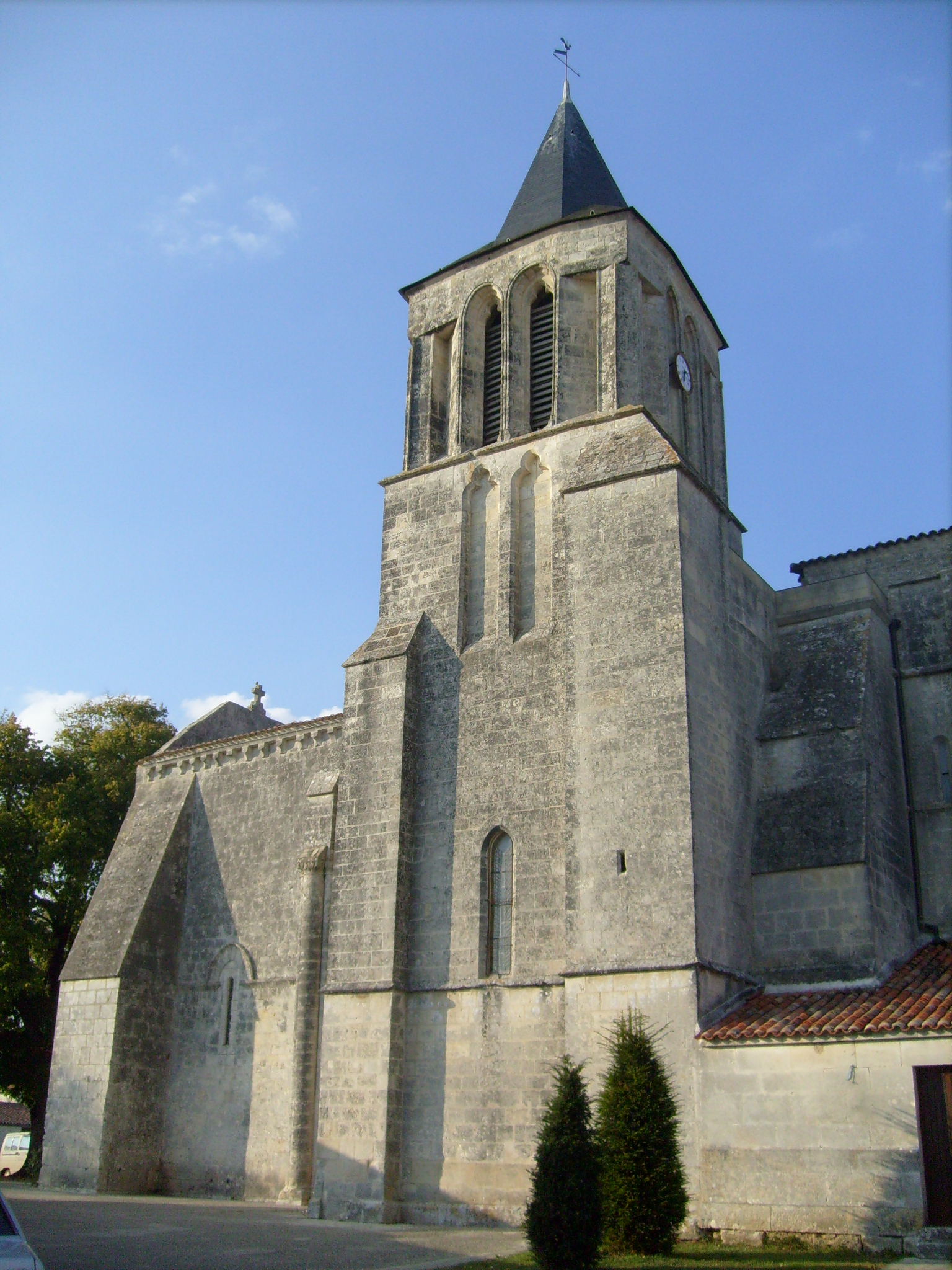
Kirche Saint-Vivien
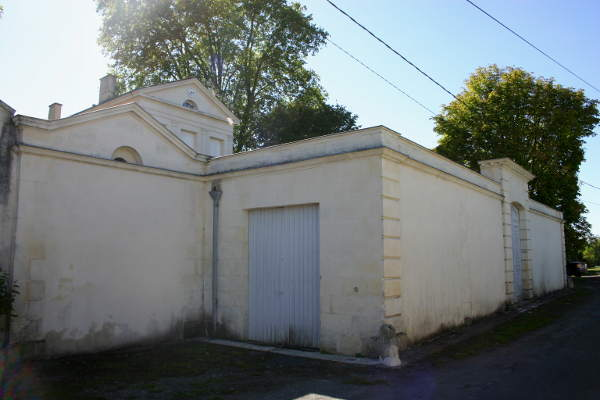
Logis in L’Hôpiteau
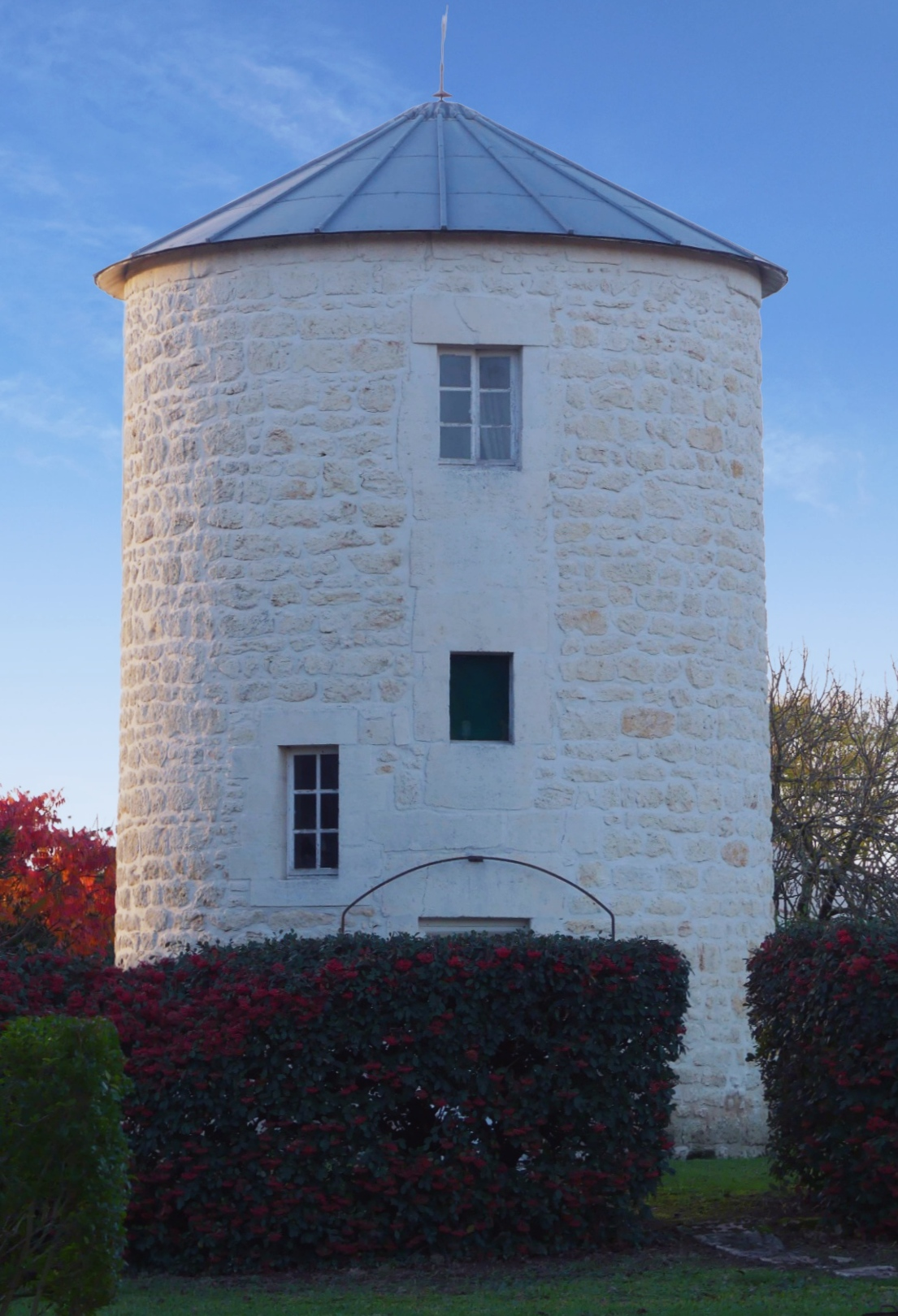
Windmühle in Groiquetier